# Ammophila boharti
Ammophila boharti är en biart som beskrevs av Menke 1964. Ammophila boharti ingår i släktet Ammophila och familjen grävsteklar. Inga underarter finns listade i Catalogue of Life.